# Ohridiidae
Ohridiidae é uma família de nematóides pertencentes à ordem Leptolaimida.
Género:
- Domorganus Goodey, 1946